# Christiane Reitz

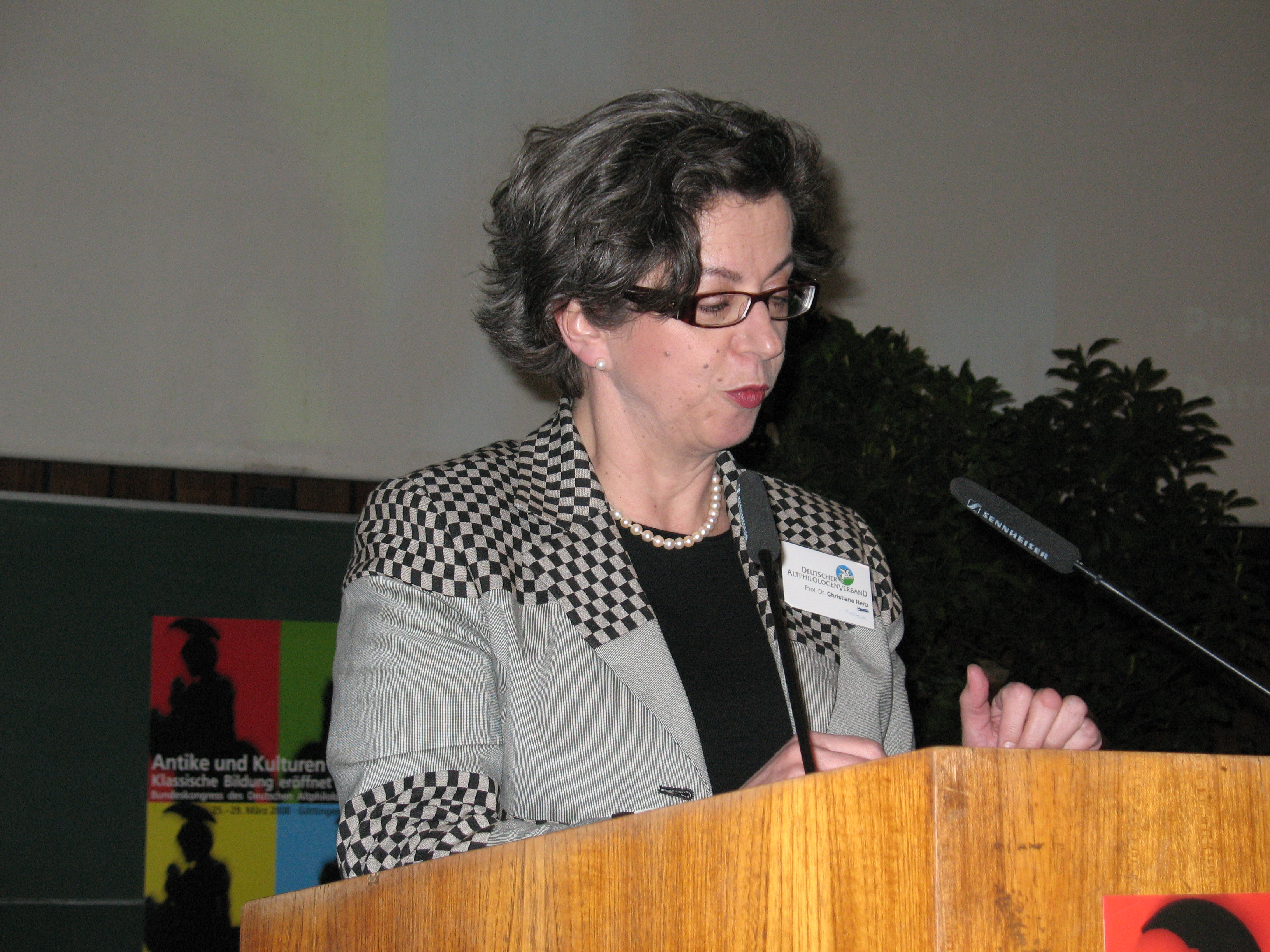
Christiane Reitz bei der Eröffnung des Bundeskongresses des Deutschen Altphilologenverbandes im März 2008

Christiane Reitz (* 15. November 1953 in Paris) ist eine deutsche Altphilologin.
Reitz studierte Klassische Philologie und Vergleichende Sprachwissenschaft an den Universitäten Bonn und Heidelberg. Nach ihrer Promotion in Heidelberg arbeitete sie als wissenschaftliche Assistentin an der Universität Mannheim, nach ihrer Habilitation 1996 als Hochschuldozentin. Von 1999 bis 2019 war sie ordentliche Professorin für Klassische Philologie an der Universität Rostock und hatte dort den Lehrstuhl für Latinistik inne.
Reitz ist Mitherausgeberin der Schriftenreihen Subsidia Classica, Itinera Classica, Litora Classica und Hypomnemata. Sie war mehrfach Mitglied des Fakultätsrates, des Konzils und des Senats der Universität Rostock. Von 2001 bis 2007 war sie Direktorin des Heinrich Schliemann-Instituts für Altertumswissenschaften und von 2004 bis 2014 Vertrauensdozentin der Studienstiftung des deutschen Volkes. Sie ist Trägerin des Landeslehrpreises des Landes Baden-Württemberg (1997) sowie des Förderpreises für Lehre der Universität Rostock (2007, gemeinsam mit Lorenz Winkler-Horaček).
Von 2007 bis 2009 war Christiane Reitz erste Vorsitzende der Mommsen-Gesellschaft. Sie war zudem Mitglied des Auswahlausschusses der Alexander-von-Humboldt-Stiftung (2009–2018) und des Tenure Boards der Leibniz Universität Hannover (2016–2019). Von 2014 bis 2019 fungierte sie als Vizepräsidentin der FIEC.
Zu ihren Arbeitsgebieten gehören die römische und griechische Epik, die Überlieferungsgeschichte der antiken Literatur, besonders Bibliotheksgeschichte und humanistische Gelehrsamkeit, sowie die Wirkungsgeschichte der antiken Literatur.

## Schriften
- Die Nekyia in den Punica des Silius Italicus (= Studien zur Klassischen Philologie. Band 5). Peter Lang, Bern/Frankfurt am Main 1982, ISBN 3-8204-7279-7 (zugleich Dissertation, Heidelberg 1982).
- Zur Gleichnistechnik des Apollonios von Rhodos (= Studien zur Klassischen Philologie. Band 99). Peter Lang, Frankfurt am Main 1996, ISBN 3-631-30751-9 (zugleich Habilitationsschrift, Mannheim 1996).
- Die Literatur im Zeitalter Neros. Wissenschaftliche Buchgesellschaft, Darmstadt 2006, ISBN 3-534-15793-1.
- Mit Nicola Hömke (Hrsg.): Lucan’s Bellum Civile between epic tradition and aesthetic innovation (= Beiträge zur Altertumskunde. Band 282). Walter de Gruyter, Berlin/New York 2010, ISBN 978-3-11-022947-9.
- Mit Anke Walter (Hrsg.): Von Ursachen sprechen. Eine aitiologische Spurensuche. Telling origins. On the lookout for aetiology (= Spudasmata. Band 162). Olms, Hildesheim 2014, ISBN 978-3-487-15190-8.
- Mit Simone Finkmann (Hrsg.): Structures of Epic Poetry. 4 Bände, Walter de Gruyter, Berlin/Boston 2019, ISBN 978-3-11-049200-2.[1]
- Gianfrancesco Pico Della Mirandola, Pietro Bembo: De imitatione = Briefe über die Nachahmung. Lateinisch/Deutsch. Herausgegeben, übersetzt und kommentiert von Rafael Arnold und Christiane Reitz (= Bibliotheca neolatina. Band 14). Manutius Verlag, Heidelberg 2021, ISBN 978-3-944512-30-3.